# Couronne Nord
Couronne Nord (auch: Kouronne Nord) ist ein Stadtviertel (französisch: quartier) im Arrondissement Niamey III der Stadt Niamey in Niger.

## Geographie

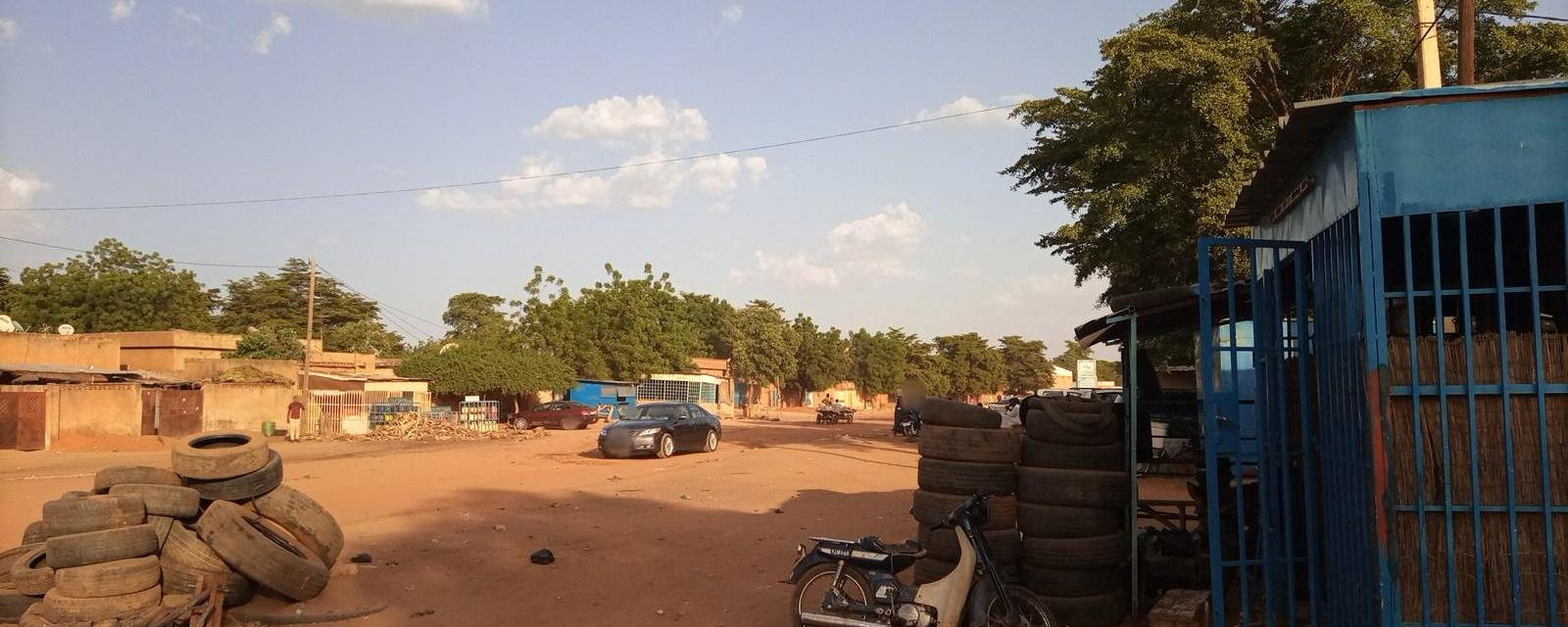
Blick über den Boulevard Issa Korombé auf Couronne Nord

Couronne Nord (französisch für „Nord-Kranz“) befindet sich im Nordosten des urbanen Gemeindegebiets von Niamey. Die umliegenden Stadtviertel sind Banifandou II im Norden, Bandabari im Osten, Boukoki IV im Süden und Djeddah Koira Mè im Westen. Das Stadtviertel erstreckt sich über eine Fläche von etwa 58,4 Hektar und liegt wie der gesamte Norden von Niamey in einem Tafelland mit einer weniger als 2,5 Meter tiefen Sandschicht, wodurch nur eine begrenzte Einsickerung möglich ist.
Das Standardschema für Straßennamen in Couronne Nord ist Rue CN 1, wobei auf das französische Rue für Straße das Kürzel CN für Couronne Nord und zuletzt eine Nummer folgt. Dies geht auf ein Projekt zur Straßenbenennung in Niamey aus dem Jahr 2002 zurück, bei dem die Stadt in 44 Zonen mit jeweils eigenen Buchstabenkürzeln eingeteilt wurde.

## Geschichte
Das Stadtviertel Couronne Nord entstand 1974. Hier wurden Wohnungen für die Mittelschicht errichtet.

## Bevölkerung
Bei der Volkszählung 2012 hatte Couronne Nord 7943 Einwohner, die in 1341 Haushalten lebten. Bei der Volkszählung 2001 betrug die Einwohnerzahl 8085 in 1298 Haushalten und bei der Volkszählung 1988 belief sich die Einwohnerzahl auf 5776 in 1083 Haushalten.

## Infrastruktur
Im Stadtviertel gibt es mehrere öffentliche Grundschulen. Die älteste, die Ecole primaire de Couronne Nord I, wurde 1983 gegründet.